# Cortinarina
Sotto il nome di cortinarina rientra una serie di policiclopeptidi tossici contenuti in alcune specie di funghi del genere Cortinarius.
In tali specie sono state individuate tre molecole, delle quali almeno due sembrano essere nefrotossiche in test effettuati in laboratorio su animali, identificate come:
- cortinarina A (CAS=88025-84-7)
- cortinarina B (CAS=89286-74-8)
- cortinarina C (CAS =88025-85-8),